# Enderby Indian Reserve 2
Enderby Indian Reserve 2 är ett reservat i Kanada.   Det ligger i provinsen British Columbia, i den södra delen av landet, 3 200 km väster om huvudstaden Ottawa.
I omgivningarna runt Enderby Indian Reserve 2 växer i huvudsak barrskog. Runt Enderby Indian Reserve 2 är det mycket glesbefolkat, med 3 invånare per kvadratkilometer.